# Lugosegres

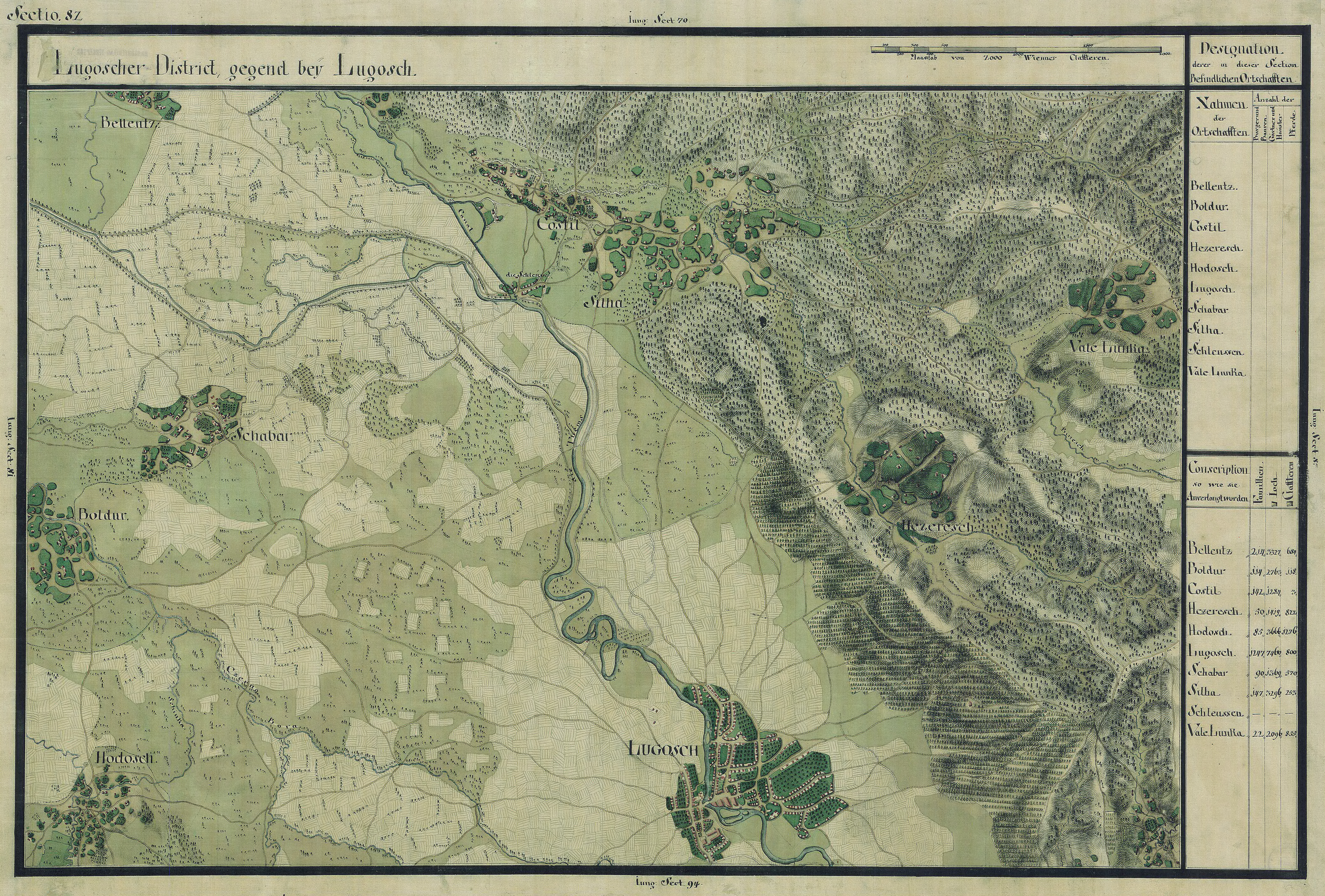
Lugosegres egy régi térképen

Lugosegres románul: Hezeriș, falu Romániában, a Bánságban, Temes megyében.

## Fekvése
Lugostól északra fekvő település.

## Története
Lugosegres, Egres nevét 1401-ben említette először oklevél Hegeres néven. 1479-ben Hegeres, 1480-ban Hegyeres, 1567-ben Egeres, 1723-ban, 1808-ban Hezeris ~ Hezeres, 1851-ben Hezeres, 1913-ban Lugosegres néven volt említve.
1851-ben Fényes Elek írta a településről: „Hegeres, Krassó vármegyében, 9 katholikus, 395 óhitü lakossal, s anyatemplommal, sok uras gyümölcsösökkel, legelővel. Földesura a kamara”
A trianoni békeszerződés előtt Krassó-Szörény vármegye Bégai járásához tartozott.
1910-ben 563 lakosából 561 román volt. Ebből 556 görög keleti ortodox volt.

## Nevezetességek
18. századi ortodox fatemploma a romániai műemlékek jegyzékében a TM-II-m-A-06238 sorszámon szerepel.